# Kanton Pionsat
Kanton Pionsat (fr. Canton de Pionsat) je francouzský kanton v departementu Puy-de-Dôme v regionu Auvergne. Tvoří ho 10 obcí.

## Obce kantonu
- Bussières
- La Cellette
- Château-sur-Cher
- Pionsat
- Le Quartier
- Roche-d'Agoux
- Saint-Hilaire
- Saint-Maigner
- Saint-Maurice-près-Pionsat
- Vergheas